# 오션스 (영화 시리즈)
오션스(Ocean's)는 오션스 일레븐 (2001년 영화)을 기반으로 스티븐 소더버그가 감독하고 조지 클루니, 브래드 피트, 앤디 가르시아 등이 출연한 미국의 범죄 코미디 영화 3부작이다. 오션스 일레븐, 오션스 트웰브, 오션스 13 순으로 이어진다.
《오션스 일레븐 (1960년 영화)》에서 영감을 받아 3부작이 제작되었다. 2018년 여성판 스핀 오프 영화 《오션스8》이 제작되었다.